# Polipose adenomatosa familiar

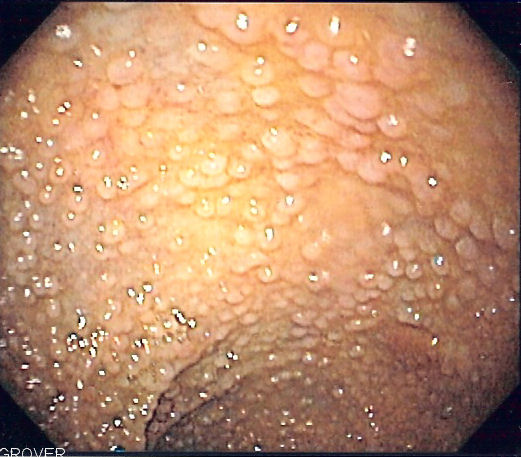
Imagem endoscópica do cólon sigmóide de um paciente com polipose adenomatoso familiar.

Polipose adenomatosa familiar é uma neoplasia hereditária caracterizada pela formação de centenas de pólipos no intestino grosso. Os pólipos surgem das glândulas (ou seja, adenomatosos) e começam benignos, mas após vários anos alguns deles sofrem transformação maligna em adenocarcinoma (câncer de cólon). Afeta 1 em cada 10.000 habitantes.

## Causas
São conhecidas três variantes:
- Polipose adenomatosa familiar clássico: é a forma mais grave e o mais comum, com risco de 93% de desenvolver um câncer de cólon antes dos 50 anos de idade. É autossômico dominante causada por deleção dos genes APC no cromossomo 5.
- Polipose adenomatosa familiar atenuado ou Adenoma plano hereditário: também é autossômica dominante, mas causada por defeitos dos genes APC no cromossomo 5, que funcionam parcialmente. apenas algumas dezenas de pólipos, ao invés de centenas, mas o risco de desenvolver câncer de cólon antes dos 75 anos ainda é alto (70%).
- Polipose adenomatosa familiar associada ao MYH: é autossômico recessivo e causada por defeitos no gene MUTYH do cromossomo 1.

## Sinais e sintomas
A formação de pólipos no intestino grosso, no geral, mil ou mais. Tais pólipos aparecem durante adolescência ou no começo da vida adulta e podem sangrar. Se não tratado os pólipos de transformam em um câncer colorretal geralmente entre os 30 e 50 anos (em média aos 39 anos). Na polipose atenuada o câncer demora mais para aparecer geralmente entre os 40 e 70 anos (média 55 anos).  O risco de câncer (carcinoma) do intestino delgado também é mais alto (4 a 12%).

## Diagnóstico
Uma colonoscopia é geralmente o exame diagnóstico. Recomenda-se remover os primeiros pólipos para biopsia e acompanhar a evolução da doença pelo menos até a idade adulta.

## Tratamento
O tratamento consiste em monitoramento do cólon com remoção dos primeiros pólipos até uma inevitável coletomia total (remoção do intestino grosso mais o reto), recomendável quando aparecem mais de 20 adenomas.